# Gimnastika na Poletnih olimpijskih igrah 1908
Gimnastika na Poletnih olimpijskih igrah 1908. Tekmovanja so potekala v dveh disciplinah za moške med 14. in 15. februarjem ter 14. in 16. julijem 1908 v Londonu, udeležilo se jih je 327 telovadcev iz štirinajstih držav.

## Dobitniki medalj
| Disciplina         | Zlato | Srebro | Bron |
| Mnogoboj posamično | Alberto Braglia (ITA) | Walter Tysall (GBR) | Louis Ségura (FRA) |
| Mnogoboj ekipno    | Švedska · Gösta Åsbrink · Carl Bertilsson · Hjalmar Cedercrona · Andreas Cervin · Rudolf Degermark · Carl Folcker · Sven Forssman · Erik Granfelt · Carl Hårleman · Nils Hellsten · Gunnar Höjer · Arvid Holmberg · Carl Holmberg · Oswald Holmberg · Hugo Jahnke · John Jarlén · Gustaf Johnsson · Rolf Johnsson · Nils von Kantzow · Sven Landberg · Olle Lanner · Axel Ljung · Osvald Moberg · Carl Martin Norberg · Erik Norberg · Tor Norberg · Axel Norling · Daniel Norling · Gösta Olson · Leonard Peterson · Sven Rosén · Gustaf Rosenquist · Axel Sjöblom · Birger Sörvik · Haakon Sörvik · Karl Johan Svensson · Karl Gustaf Vinqvist · Nils Widforss | Norveška · Arthur Amundsen · Carl Albert Andersen · Otto Authén · Hermann Bohne · Trygve Bøyesen · Oskar Bye · Conrad Carlsrud · Sverre Grøner · Harald Halvorsen · Harald Hansen · Petter Hol · Eugen Ingebretsen · Ole Iversen · Per Mathias Jespersen · Sigge Johannessen · Nicolai Kiær · Carl Klæth · Thor Larsen · Rolf Lefdahl · Hans Lem · Anders Moen · Frithjof Olsen · Carl Alfred Pedersen · Paul Pedersen · Sigvard Sivertsen · John Skrataas · Harald Smedvik · Andreas Strand · Olaf Syvertsen · Thomas Thorstensen | Finska · Eino Forsström · Otto Granström · Johan Kemp · Iivari Kyykoski · Heikki Lehmusto · John Lindroth · Yrjö Linko · Edvard Linna · Matti Markkanen · Kaarlo Mikkolainen · Veli Nieminen · Kaarlo Kustaa Paasia · Arvi Pohjanpää · Aarne Pohjonen · Eino Railio · Heikki Riipinen · Arno Saarinen · Einar Werner Sahlstein · Aarne Salovaara · Karl Sandelin · Elis Sipilä · Viktor Smeds · Kaarlo Soinio · Kurt Enoch Stenberg · Väinö Tiiri · Karl Magnus Wegelius |

## Medalje po državah
| Poz | Država              | Zlato | Srebro | Bron | Skupaj |
| 1   | Italija             | 1     | 0      | 0    | 1      |
| 1   | Švedska             | 1     | 0      | 0    | 1      |
| 3   | Združeno kraljestvo | 0     | 1      | 0    | 1      |
| 3   | Norveška            | 0     | 1      | 0    | 1      |
| 5   | Finska              | 0     | 0      | 1    | 1      |
| 5   | Francija            | 0     | 0      | 1    | 1      |

## Zastopane države
| - Belgija (2) - Češka (2) - Kanada (2) - Danska (24) - Finska (31) - Francija (60) - Nemčija (11) | - Združeno kraljestvo (65) - Madžarska (6) - Italija (32) - Nizozemska (23) - Norveška (30) - Švedska (38) - Turčija (1) |